# 格拉斯哥交通博物馆
格拉斯哥交通博物馆（英語：Glasgow Museum of Transport）由扎哈·哈迪德设计。建筑位于苏格兰格拉斯哥市克莱德河（clyde）畔，前面停泊着大船格兰里号（sv glenlee），这座建于1899年的大船是世界上仍然漂浮在水面上的5艘克莱德建造的船只之一。这座建筑毗邻历史古城格拉斯哥最著名的两条河流：开尔文河（kelvin）和克莱德河，方案提取了基地环境中自然元素的形态，以雕塑般的建筑形式诠释了河流的能量。博物馆的咖啡馆建在外围，参观者可以欣赏格兰里号和克莱德河的景色。